# 2+2 (телеканал)
«2+2» — украинский общенациональный телеканал.

## История
Телеканал начал вещание 1 июля 2006 года под названием «Кіно» на смену телеканалу Гравис-7 (183,25 МГц).
30 августа 2010 года телеканал сменил название на «2+2» и оформление вместе с телеканалом «ТЕТ». Телеканал начал демонстрировать чемпионат Украины по футболу. На канале идут домашние матчи шести клубов: Динамо (Киев), Днепр (г. Днепр), Волынь (Луцк), Металлург (Запорожье), Черноморец (Одесса) и Карпаты (Львов). Помимо чемпионата, телеканал транслирует матчи Кубка Украины. На 2+2 также была запущена линейка мультсериалов, рассчитанная на подростковую (мультсериалы производства «Nickelodeon») и взрослую («Симпсоны») аудитории.
23 июня 2012 года телеканал вошёл в третий мультиплекс эфирного цифрового вещания. Это произошло, когда холдинг выкупил одесский канал о недвижимости Real TV Estate, который обладал местом в MX-3.
С 2014 года телеканал сократил российские сериалы в связи с «Бойкотом российского кино», и показывает только сериалы и несколько программ собственного производства.
С середины июля 2015 г. телеканал «2+2» стал титульным спонсором футбольного клуба «Черноморец» (Одесса).
С 1 июня 2017 года телеканал вещает в формате 16:9.
Летом 2017 генеральный продюсер канала Максим Кривицкий объявил о перезапуске телеканала, что предусматривает обновление позиционирования и программной концепции, изменение общей стилистики и графически-визуального оформления канала. Перезапуск канала состоялся 14 августа 2017 года.
В 2017 году доля телеканала составила 2,29 % по целевой аудитории 18-54 (10-е место среди украинских телеканалов).
В связи со вторжением России на Украину с 24 февраля по 27 марта 2022 года телеканал круглосуточно транслировал информационный марафон «Единые новости». В эфире отсутствовала реклама.
С 28 марта 2022 года телеканал частично возобновил самостоятельное вещание, изменив программную сетку. Русскоязычные программы транслируются в украинском озвучивании.

### Владельцы
Согласно налоговой декларации народного депутата Украины Виктора Медведчука за 2019 год, его супруга Оксана Марченко контролирует 24,51 % акций телеканала через компанию «Bolvik Ventures LTD» с Британских Виргинских Островов. При этом на сайте телеканала владельцем данной компании указан Игорь Суркис.

## Сериалы

### Ранее транслировавшиеся
- Секретные материалы
- Кости
- Человек-невидимка
- Шпион (2015)
- Третья планета от Солнца
- Фадж
- Холлиокс
- Эдем
- Земля
- Части тела
- Бог, дьявол и Боб
- Подводная одиссея
- Новая семейка Аддамс
- Латинский любовник
- Зачарованные
- Гром в раю
- Агент «Кувалда»
- Ключи от смерти
- Касл
- 4400
- Два с половиной человека
- Война в доме
- Амазонка Питера Бенчли
- Мистер Бин
- Светская жизнь
- Полицейские-вертольотчики
- Гарри и Хендерсоны
- Затока Доунсона
- Эйр Америка
- Звёздный крейсер «Галактика»
- Пропавший без вести
- Говорящая с призраками (1-4 сезоны)
- Остаться в живых (1-4 сезоны)
- Любовь на снегу
- Крепкий орешек Джейн
- Реактивные самолёты
- Секрет твёрдости шифров
- Удивительные истории
- Динотопия
- Жнец
- Геркулес
- Приключения Синдбада
- Остров фантазий
- Затерянный мир
- Охотники за древностями
- Перевозчик
- Такси: Южный Бруклин
- Библиотекари
- Гении мести (Влияние)
- Партизаны
- Вспомни, что будет
- Белый воротничок
- Спецотряд «Кобра 11»
- Медвежья охота
- Гвардия
- День рождения Буржуя
- Люба, дети и завод
- Дочки-матери
- Сваха

### Транслируются на данный момент
- Одинак
- Команда
- Ментовские войны. Одесса
- Ментовские войны. Киев
- Ментовские войны. Харьков
- Злоумышленники
- Встречная полоса
- Стоматолог
- Опер по вызову
- Братья по крови
- Булатов
- Плут
- Райское место

## Мультсериалы

### Ранее транслировавшиеся
- Фантастическая четвёрка
- Огги и кукарачи
- Люди в чёрном
- Котопес
- Приключения Джимми Нейтрона, мальчика-гения
- Крутые Бобры
- Эй, Арнольд!
- Шоу Рена и Стимпи
- Легенда про дракона
- Жизнь и приключения робота-подростка
- Дэнни-призрак
- Каппа Майки
- Ракетная мощь
- Волшебные покровители
- Симпсоны